# Phyllachora maprouneae
Phyllachora maprouneae är en svampart som beskrevs av Henn. 1904. Phyllachora maprouneae ingår i släktet Phyllachora och familjen Phyllachoraceae.   Inga underarter finns listade i Catalogue of Life.